# Touch Your Woman
| Оценки критиков | Оценки критиков |
| Источник        | Оценка          |
| --------------- | --------------- |
| AllMusic        | [ 1 ]           |

Touch Your Woman — девятый студийный альбом американской кантри-певицы Долли Партон, выпущенный 6 марта 1972 года на лейбле певицы Dolly Records в партнёрстве с RCA Nashville. Его продюсировал Bob Ferguson. Титульная песня альбома и лид-сингл «Touch Your Woman» была номинирована на премию Грэмми.
10 октября 2014 года альбом был переиздан в цифровом формате.

## История
Сессия записи альбома началась 14 декабря 1971 года в RCA Studio B в Нашвилле, штат Теннесси. Две дополнительные сессии последовали 1 и 12 января 1972 года. Песня «Love Isn’t Free» была записана 30 октября 1969 года для альбома 1969 года The Fairest of Them All.
Заглавная песня альбома «Touch Your Woman» была номинирована на премию Грэмми в категории «Лучшее женское вокальное кантри-исполнение» на 15-й церемонии Грэмми.

## Отзывы критиков
Альбом получил положительные и умеренные отзывы музыкальной критики и интернет-изданий: AllMusic, Billboard («Мисс Партон в настоящее время делает очень успешную карьеру, и эта пластинка поднимет её вверх по карьерной лестнице. Прекрасный стилист и превосходный автор песен. Этот потрясающий набор песен, спродюсированный Бобом Фергюсоном, демонстрирует великолепный голос и сочинительский талант очаровательной девушки кантри»), Cashbox («На этом LP из десяти новых композиций она достигает новых эмоциональных высот как в пении, так и в написании песен»).

## Коммерческий успех
Альбом поднялся до 19-го места в американском хит-параде музыки кантри Billboard Hot Country LP. В феврале 1972 года вышел лид-сингл «Touch Your Woman», который поднялся до 6-го места в чарте Billboard Hot Country Singles и до 28-го места в канадском чарте RPM Country Singles.

## Список композиций
| №  | Название                   | Автор(ы)     | Дата записи     | Длительность |
| -- | -------------------------- | ------------ | --------------- | ------------ |
| 1. | «Will He Be Waiting?»      | Долли Партон | 14 декабря 1971 | 2:31         |
| 2. | «The Greatest Days of All» | Партон       | 14 декабря 1971 | 2:41         |
| 3. | «Touch Your Woman»         | Партон       | 14 декабря 1971 | 2:43         |
| 4. | «A Lot of You Left in Me»  | Партон       | 1 января 1972   | 2:31         |
| 5. | «Second Best»              | Партон       | 12 января 1972  | 2:57         |

| №  | Название                                          | Автор(ы)              | Дата записи     | Длительность |
| -- | ------------------------------------------------- | --------------------- | --------------- | ------------ |
| 1. | «A Little at a Time»                              | Партон                | 1 января 1972   | 2:14         |
| 2. | «Love Is Only as Strong (As Your Weakest Moment)» | Bill Owens            | 12 января 1972  | 2:05         |
| 3. | «Love Isn't Free»                                 | Партон                | 30 января 1969  | 2:34         |
| 4. | «Mission Chapel Memories»                         | Партон Портер Вагонер | 1 января 1972   | 3:09         |
| 5. | «Loneliness Found Me»                             | Вагонер               | 14 декабря 1971 | 1:56         |

## Чарты

### Альбом
| Чарт (1972)                      | Высшая позиция |
| -------------------------------- | -------------- |
| США Hot Country LP’s (Billboard) | 19             |

### Синглы
| Название           | Год  | Высшая позиция | Высшая позиция |
| Название           | Год  | US Country     | CAN Country    |
| ------------------ | ---- | -------------- | -------------- |
| «Touch Your Woman» | 1972 | 6              | 28             |